# St. Franz Xaver (Kobscheid)

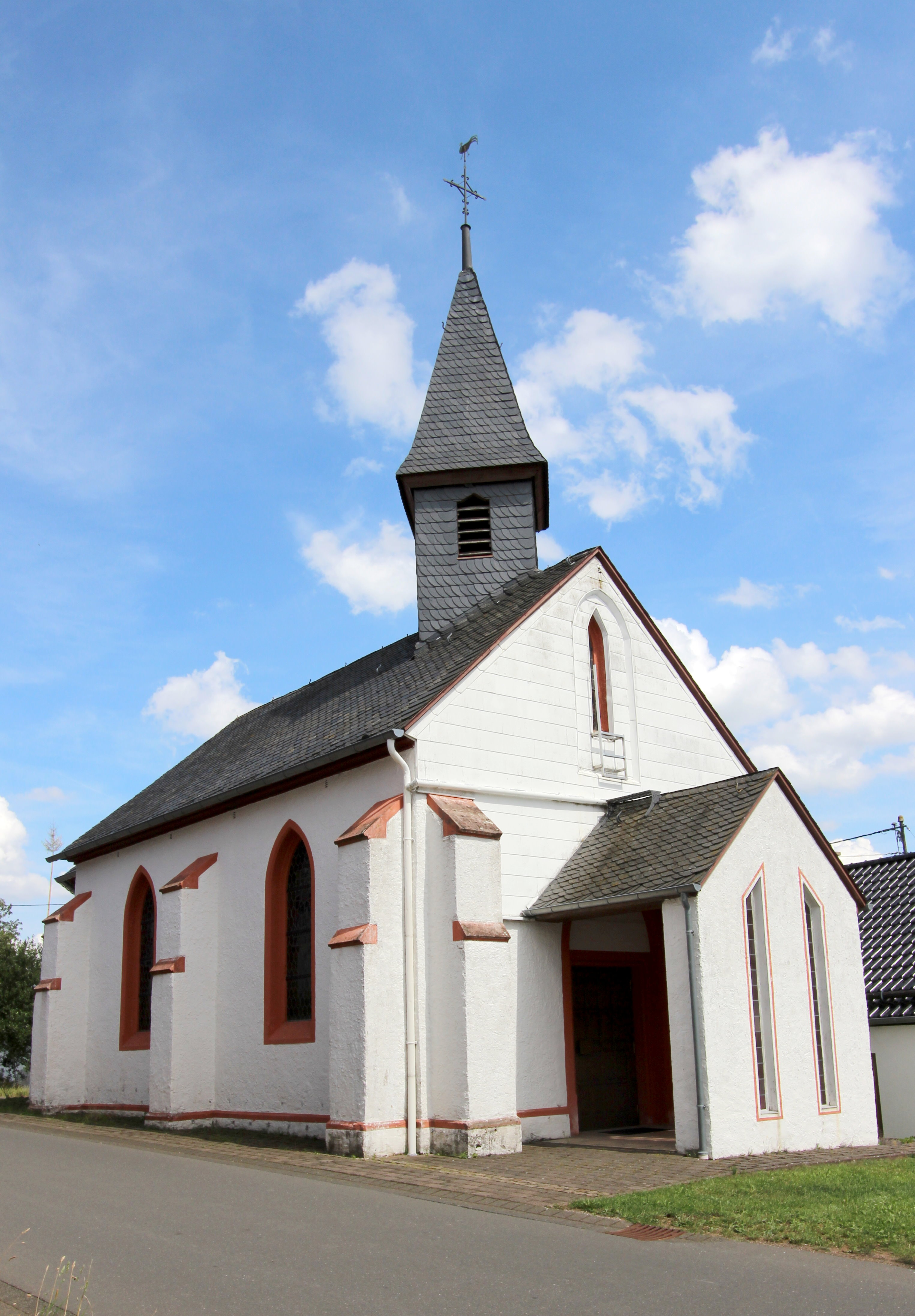
Kobscheid, St. Franz Xaver

Die Kapelle St. Franz Xaver ist die römisch-katholische Filialkirche in Kobscheid, Ortsteil von Roth bei Prüm, im Eifelkreis Bitburg-Prüm in Rheinland-Pfalz. Die Kirche gehört zur Pfarrei  St. Leonhard in der Pfarreiengemeinschaft Bleialf im Dekanat St. Willibrord Westeifel im Bistum Trier.

## Geschichte

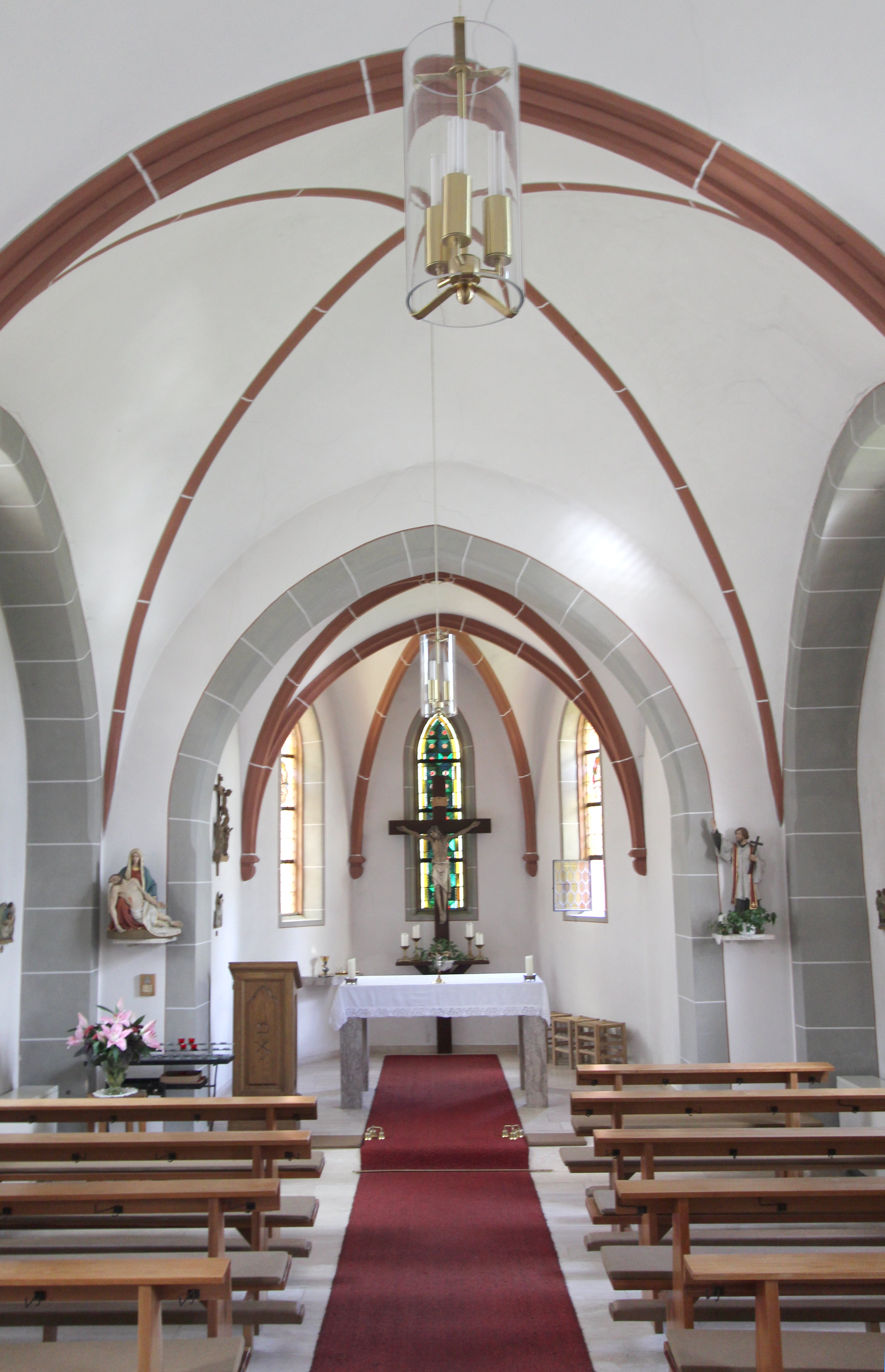
Innenraum

Die 1668 in Kobscheid gebaute Kapelle wurde 1890 abgerissen und an ihrer Stelle eine neue gebaut, die 1892 eingeweiht wurde. 1947 brannte sie, konnte aber wiederhergestellt werden. Sie weist ein neugotisches Gewölbe (mit Dachreiter) auf. Die Kapelle war von Anfang an zu Ehren des Jesuitenheiligen Franz Xaver geweiht, was der Ausstrahlung des 1625 eröffneten Jesuitenkollegs Münstereifel zu verdanken ist.

## Ausstattung
Die Kirchenfenster zeigen folgende Heilige: Agnes, Maria Magdalena, Wendelin und Johannes. In die Chornordwand ist eine Steinfigur der heiligen Katharina von Alexandrien eingelassen.